# Sanford Gold

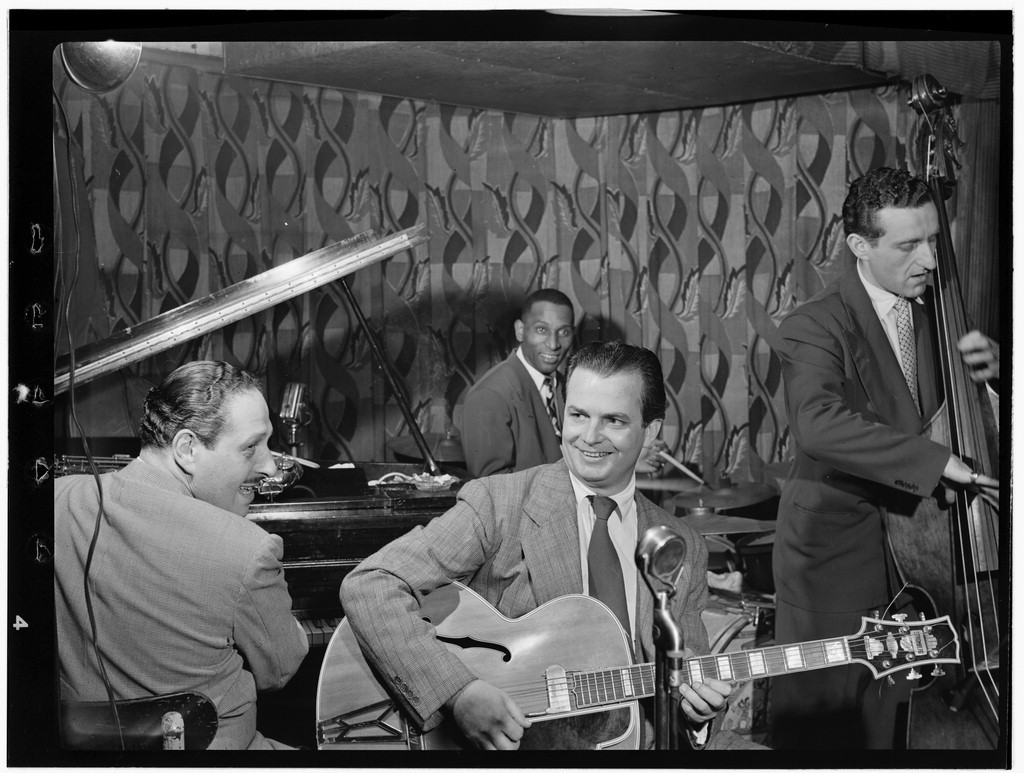
Mike Bryan, Sanford Gold, Cozy Cole und Jack Lesberg, Famous Door, New York, ca. Oktober 1947. Fotografie von William P. Gottlieb.

Sanford Gold (* 9. Juni 1911 in Cleveland, Ohio; † 30. Mai 1984 in Danvers (Massachusetts)) war ein US-amerikanischer Jazz-Pianist. Er spielte mit Stan Getz, Don Byas und Al Cohn.

## Leben und Wirken
Gold hatte in Cleveland mehrere Jahre ein eigenes Sextett, kam 1935 nach New York und arbeitete dort mit Raymond Scott. Er hatte 1941 ein eigenes Trio mit Dave Barbour, arbeitete 1942 als Studiomusiker für die CBS und leistete 1943 bis 1946 den Wehrdienst ab. Danach arbeitete er mit Mary Osborne, Don Byas und andere Bandleader, von 1949 bis 1954 erneut als Studiomusiker bei NBC. Danach arbeitete er als Klavierlehrer; zu seinen Schülern gehörte u. a. Loren Schoenberg. Am meisten in Erinnerung bleiben wird seine Mitwirkung an den legendären Roost-Sessions von Stan Getz als Mitglied des Quintetts des Gitarristen Johnny Smith im Jahr 1952. Außerdem nahm er Platten mit Al Cohn, Vic Dickenson, Coleman Hawkins und Sally Blair auf.
Seine Spielweise hatte einen gewissen Einfluss auf jüngere Musiker wie Bud Powell und Horace Silver.

## Auswahldiskographie
- Don Byas: Don Byas 1946 (Classics)
- Al Cohn And His Charlie Tavern´s Ensemble: East Coast-West Coast Scene (Fresh Sound Rec., 1954)
- Vic Dickenson: Breaks, Blues & Boogie (Topaz, 1941–1946)
- Stan Getz: The Complete Roost Recordings (Roost, 1950–1954)
- Coleman Hawkins: Body And Soul Revisited (Decca, GRP; 1951–1958); The Hawk Talks (Affinity, 1951–1952)
- Johnny Smith: Moonlight in Vermont (Fresh Sound, 1952–1953)[3]
- Johnny Smith – Stan Getz Quintet: Stan Getz – The Complete 1948–1952 Quintet Sessions (Blue Moon)
- Sally Blair: Squeeze Me (Fresh Sound, 1957)